# Renato Pozzetto
Renato Pozzetto (Milano, 14 luglio 1940) è un attore, comico, cabarettista, cantante, sceneggiatore e regista italiano.
Annoverato tra i capiscuola del cabaret lombardo, la sua particolare forma di umorismo, caratterizzata da una vena surreale, lo ha reso uno dei protagonisti più noti e apprezzati della comicità italiana.

## Biografia
Nasce il 14 luglio 1940 a Milano, da Armando Pozzetto, padovano, e Clementina Prospero, svizzera di Malvaglia, nel Canton Ticino. Terzo di quattro figli, trascorre inizialmente l'infanzia a Gemonio. Durante la sua permanenza a Gemonio avrà modo di conoscere e frequentare quella che poi sarà la sua spalla comica, Aurelio Ponzoni detto Cochi, anch'egli sfollato a Gemonio. In seguito la famiglia si trasferisce a Milano, dove Pozzetto, dopo aver studiato all'istituto tecnico per geometri "Carlo Cattaneo", matura le sue prime importanti esperienze nell'ambiente del cabaret.

### Anni sessanta e settanta
Nel 1964 forma il duo comico Cochi e Renato con Aurelio Ponzoni, che esordisce all'osteria dell'Oca a Milano. Si esibiscono al "Cab 64", che apre nel 1964, costituendosi con Enzo Jannacci, Felice Andreasi, Bruno Lauzi e Lino Toffolo ne "Il Gruppo Motore", per poi approdare al Derby di Milano. Da quel momento il duo è conosciuto col nome di "Cochi e Renato".
La coppia di comici riscuote nell'immediato grande successo. Insieme, danno vita a uno stile comico semplice ma, al tempo stesso, originale e poetico. La popolarità cresce velocemente e in poco tempo giungono davanti alle telecamere della Rai, in alcuni casi anche in trasmissioni che li vedono conduttori e protagonisti: Quelli della domenica (1968), Il buono e il cattivo (1972), Il poeta e il contadino - l'incontro che non doveva avvenire (1973), Canzonissima e Vino, whisky e chewing-gum, nel 1974.
Nello stesso periodo incidono diverse canzoni di successo, grazie alla collaborazione con Enzo Jannacci, in particolare La gallina, Canzone intelligente e soprattutto E la vita, la vita. A partire dalla metà degli anni settanta, Renato Pozzetto prosegue la carriera da solo, esordendo nel cinema in Per amare Ofelia (1974): già questa pellicola gli permette di esprimere la sua recitazione straniante, basata sulla mimica, che gli assicura una grande popolarità; i personaggi delle sceneggiature cinematografiche successive coniugano il suo umorismo surreale e originale con situazioni e ambientazioni tipiche della commedia all'italiana. Pilota automobilistico dilettante, coglie la vittoria di classe al Giro automobilistico d'Italia del 1978, alternandosi al volante di una Fiat Ritmo con Riccardo Patrese, classificandosi al quinto posto tra i camion alla Parigi-Dakar del 1987.

### Anni ottanta e novanta
Il picco della carriera cinematografica dell'attore milanese si ottiene negli anni ottanta, nel cui periodo interpreta numerosi film (cinque dei quali anche diretti) lavorando insieme a molti attori del panorama italiano, tra i quali Adriano Celentano, Ornella Muti, Massimo Boldi, Carlo Verdone, Diego Abatantuono e Paolo Villaggio. Il successo prosegue costantemente fino alla metà degli anni novanta, in cui lo stesso Renato si ferma a causa di un calo di popolarità.

### Anni duemila-duemilaventi
Dal 2000 è tornato a esibirsi in coppia con Cochi Ponzoni in vari spettacoli teatrali e televisivi, mentre nel biennio 2009-2010 è protagonista della campagna radiotelevisiva del Governo contro il fumo, dal titolo: "Il fumo uccide: difenditi!". Nel 2013 torna ad avere un ruolo da protagonista nella fiction Casa e bottega. Pozzetto, nel 2016, porta in teatro un cine cabaret, dove è un one man show nello spettacolo, senza Cochi, Siccome l'altro è impegnato. Ha partecipato in qualità di ospite, seppur non annunciato, alla serata finale del Festival di Sanremo 2019 con il gruppo Lo Stato Sociale, cantando a cappella il brano E la vita, la vita appena fuori dall'entrata dell'Ariston. Nel 2021 interpreta Giuseppe Sgarbi in Lei mi parla ancora di Pupi Avati, ricevendo la candidatura per il David di Donatello.

## Vita privata
Sposato dal 1967 con Brunella Gubler, di cui è rimasto vedovo il 21 dicembre 2009, da lei ha avuto i figli Giacomo e Francesca.

## Filmografia

Pozzetto e Giovanna Ralli in Per amare Ofelia (1974) di Flavio Mogherini

Pozzetto in Il padrone e l'operaio (1975) di Steno

Dalila Di Lazzaro e Pozzetto in Oh, Serafina! (1976) di Alberto Lattuada

Pozzetto e Shelley Winters in Gran bollito (1977) di Mauro Bolognini

Pozzetto in Sono fotogenico (1980) di Dino Risi

Pozzetto e Gloria Guida in Fico d'India (1980) di Steno

Pozzetto e Ornella Muti in Nessuno è perfetto (1981) di Pasquale Festa Campanile

Piero Mazzarella e Pozzetto, sul tetto del Duomo di Milano, in Un povero ricco (1983) di Pasquale Festa Campanile

Janet Agren e Pozzetto in Questo e quello (1983) di Sergio Corbucci

Pozzetto ne Il ragazzo di campagna (1984) di Castellano e Pipolo

Pozzetto ed Enrico Montesano in Noi uomini duri (1987) di Maurizio Ponzi

Pozzetto e Paola Onofri in Casa mia, casa mia... (1988) di Neri Parenti

Pozzetto e Maddalena Crippa in Non più di uno (1990) di Berto Pelosso

Paolo Villaggio e Pozzetto ne Le comiche (1990) di Neri Parenti

Pozzetto e Maria Amelia Monti in Miracolo italiano (1994) di Enrico Oldoini

Pozzetto in Papà dice messa (1996) di Renato Pozzetto

### Attore

#### Cinema
- Per amare Ofelia, regia di Flavio Mogherini (1974)
- La poliziotta, regia di Steno (1974)
- A mezzanotte va la ronda del piacere, regia di Marcello Fondato (1975)
- Paolo Barca, maestro elementare, praticamente nudista, regia di Flavio Mogherini (1975)
- Due cuori, una cappella, regia di Maurizio Lucidi (1975)
- Baby Sitter - Un maledetto pasticcio, regia di René Clément (1975)
- Di che segno sei?, regia di Sergio Corbucci, terzo episodio (1975)
- Il padrone e l'operaio, regia di Steno (1975)
- Un sorriso, uno schiaffo, un bacio in bocca, regia di Mario Morra (1976)
- Telefoni bianchi, regia di Dino Risi (1976)
- Oh, Serafina!, regia di Alberto Lattuada (1976)
- Sturmtruppen, regia di Salvatore Samperi (1976)
- Luna di miele in tre, regia di Carlo Vanzina (1976)
- Tre tigri contro tre tigri, regia di Sergio Corbucci e Steno, primo episodio (1977)
- Ecco noi per esempio..., regia di Sergio Corbucci (1977)
- Gran bollito, regia di Mauro Bolognini (1977)
- Io tigro, tu tigri, egli tigra, regia di Renato Pozzetto e Giorgio Capitani, primo episodio (1978)
- Saxofone, regia di Renato Pozzetto (1978)
- Per vivere meglio divertitevi con noi, regia di Flavio Mogherini, episodio Non si può spiegare, bisogna vederlo (1978)
- Giallo napoletano, regia di Sergio Corbucci (1979)
- La patata bollente, regia di Steno (1979)
- Agenzia Riccardo Finzi... praticamente detective, regia di Bruno Corbucci (1979)
- Tesoromio, regia di Giulio Paradisi (1979)
- Sono fotogenico, regia di Dino Risi (1980)
- Zucchero, miele e peperoncino, regia di Sergio Martino, terzo episodio (1980)
- Fico d'India, regia di Steno (1980)
- Mia moglie è una strega, regia di Castellano e Pipolo (1980)
- Uno contro l'altro, praticamente amici, regia di Bruno Corbucci (1981)
- Nessuno è perfetto, regia di Pasquale Festa Campanile (1981)
- Culo e camicia, regia di Pasquale Festa Campanile, episodio Un uomo, un uomo e... Evviva una donna! (1981)
- Ricchi, ricchissimi... praticamente in mutande, regia di Sergio Martino, terzo episodio (1982)
- La casa stregata, regia di Bruno Corbucci (1982)
- Porca vacca, regia di Pasquale Festa Campanile (1982)
- Testa o croce, regia di Nanni Loy (1982)
- Un povero ricco, regia di Pasquale Festa Campanile (1983)
- Mani di fata, regia di Steno (1983)
- Questo e quello, regia di Sergio Corbucci (1983)
- Il ragazzo di campagna, regia di Castellano e Pipolo (1984)
- Lui è peggio di me, regia di Enrico Oldoini (1985)
- È arrivato mio fratello, regia di Castellano e Pipolo (1985)
- Grandi magazzini, regia di Castellano e Pipolo (1986)
- 7 chili in 7 giorni, regia di Luca Verdone (1986)
- Noi uomini duri, regia di Maurizio Ponzi (1987)
- Roba da ricchi, regia di Sergio Corbucci, terzo episodio (1987)
- Da grande, regia di Franco Amurri (1987)
- Il volatore di aquiloni, regia di Renato Pozzetto (1987)
- Casa mia, casa mia..., regia di Neri Parenti (1988)
- Burro, regia di José María Sánchez (1989)
- Non più di uno, regia di Berto Pelosso (1990)
- Le comiche, regia di Neri Parenti (1990)
- Piedipiatti, regia di Carlo Vanzina (1991)
- Le comiche 2, regia di Neri Parenti (1991)
- Infelici e contenti, regia di Neri Parenti (1992)
- Ricky & Barabba, regia di Christian De Sica (1992)
- Anche i commercialisti hanno un'anima, regia di Maurizio Ponzi (1994)
- Miracolo italiano, regia di Enrico Oldoini, episodi primo e settimo (1994)
- Le nuove comiche, regia di Neri Parenti (1994)
- Mollo tutto, regia di José María Sánchez (1995)
- Papà dice messa, regia di Renato Pozzetto (1996)
- Un amore su misura, regia di Renato Pozzetto (2007)
- Oggi sposi, regia di Luca Lucini (2009)
- Ma che bella sorpresa, regia di Alessandro Genovesi (2015)
- Lei mi parla ancora, regia di Pupi Avati (2021)

#### Televisione
- Riuscirà il cav. papà Ubu?, regia di Vito Molinari e Beppe Recchia – miniserie TV (1971)
- Sogni e bisogni – serie TV, episodio 1x09 (1985)
- Nebbia in Valpadana – serie TV (2000)
- Casa e bottega, regia di Luca Ribuoli – miniserie TV (2013)

### Regista
- Io tigro, tu tigri, egli tigra, primo episodio (1978)
- Saxofone (1978)
- Il volatore di aquiloni – video (1987)
- Papà dice messa (1996)
- Un amore su misura (2007)

### Sceneggiatore
- Due cuori, una cappella, regia di Maurizio Lucidi (1975)
- Un sorriso, uno schiaffo, un bacio in bocca, regia di Mario Morra (1975)
- Sturmtruppen, regia di Salvatore Samperi (1976)
- Tre tigri contro tre tigri, regia di Sergio Corbucci e Steno (1977)
- Io tigro, tu tigri, egli tigra, regia di Renato Pozzetto, primo episodio (1978)
- Saxofone, regia di Renato Pozzetto (1978)
- Per vivere meglio divertitevi con noi, regia di Flavio Mogherini (1978)
- Fico d'India, regia di Steno (1980)
- Nessuno è perfetto, regia di Pasquale Festa Campanile (1981)
- Culo e camicia, regia di Pasquale Festa Campanile (1981)
- Testa o croce, regia di Nanni Loy (1982)
- Un povero ricco, regia di Pasquale Festa Campanile (1983)
- Mani di fata, regia di Steno (1983)
- Questo e quello, regia di Sergio Corbucci (1983)
- Il volatore di aquiloni, regia di Renato Pozzetto (1987)
- Papà dice messa, regia di Renato Pozzetto (1996)
- Un amore su misura, regia di Renato Pozzetto (2007)
- Casa e bottega, regia di Luca Ribuoli – miniserie TV (2013)

### Doppiatore
- Scag in Senti chi parla adesso!

## Spot televisivi
Ha partecipato anche ad alcune serie di sketch della rubrica pubblicitaria televisiva Carosello:
- Con Cochi Ponzoni, Kitty Swan e Armando Francioli per le confezioni della Lebole (1969)
- Con Cochi Ponzoni per i televisori portatili Philips-Melchioni (1971)
- Con Cochi Ponzoni per i gelati "Trifoglio" della Besana (1973)
- Tonno Star (1992)
- Specialmente Pasta De Agostini - De Cecco (1995)
- Motta (1995-1999)
- Salumi Levoni (2003)
- Campagna di sensibilizzazione sul fumo (2009-2010)
- Orocash (2012-2013)
- Trenord (2020)
- Con Cochi Ponzoni per Eurospin (2022)

## Riconoscimenti
- David di Donatello
  - 1975 – David speciale
  - 2021 – Candidatura al migliore attore protagonista per Lei mi parla ancora

- Nastro d'argento
  - 1975 – Migliore attore esordiente per Per amare Ofelia
  - 1988 – Candidatura al migliore attore protagonista per Da grande
  - 2021 – Nastro speciale 75 per Lei mi parla ancora

- Ciak d'oro
  - 1988 – Targa speciale[11]
  - 2015 – Candidatura al migliore attore non protagonista per Ma che bella sorpresa
  - 2021 – Candidatura al migliore attore protagonista per Lei mi parla ancora

- Globo d'oro
  - 2021 – Gran premio della stampa estera per Lei mi parla ancora
  - 2021 – Candidatura al miglior attore per Lei mi parla ancora

## Discografia

### Discografia con Cochi e Renato

#### Album
- 1969 – Una serata con Cochi & Renato
- 1973 – Il poeta e il contadino
- 1974 – E la vita, la vita
- 1976 – Ritornare alle 17
- 1977 – Libe-libe-là
- 2000 – ...Le canzoni intelligenti
- 2007 – Finché c'è la salute